# Самбра-и-Маас
Департамент Самбра-и-Маас (фр. Département de Sambre-et-Meuse) — административная единица Первой французской империи, располагавшаяся на землях современной бельгийской провинции Намюр и части территории Люксембурга. Департамент назван по рекам Самбра и Маас.
Департамент был создан 1 октября 1795 года, после того как Австрийские Нидерланды были оккупированы французскими войсками. В него вошли основная часть территории графства Намюр, а также части территорий княжества-епископства Льежского, герцогства Брабант и герцогства Люксембург.
После разгрома Наполеона эти земли вошла в состав Объединённого королевства Нидерландов.